# Centre (Alabama)
Centre é uma cidade localizada no estado americano do Alabama, no Condado de Cherokee.

## Demografia
Segundo o censo americano de 2000, a sua população era de 3216 habitantes.
Em 2006, foi estimada uma população de 3389, um aumento de 173 (5.4%).

## Geografia
De acordo com o United States Census Bureau, a localidade tem uma área de 28,7 km², dos quais 28,4 km² cobertos por terra e 0,3 km² cobertos por água. Centre localiza-se a aproximadamente 166 m acima do nível do mar.

## Localidades na vizinhança
O diagrama seguinte representa as localidades num raio de 32 km ao redor de Centre.